# Tudorok
A Tudorok (The Tudors) egy 2007 és 2010 között bemutatott történelmi fikciós televíziós sorozat, melyet Michael Hirst készített. Középpontjában VIII. Henrik angol király áll, a széria pedig dinasztiájáról, a Tudor-házról kapta a nevét. A sorozat befejező, negyedik évadját 2010-ben mutatták be.

## Készítés
A sorozat készítője a Peace Arch Entertainment for Showtime, együttműködve az ír Revellie Eire, a brit Working Title, és a kanadai CBS társaságokkal. Az első rész 2007. április 1-jén került adásba, és a hatalmas sikernek köszönhetően még abban a hónapban megkötötték a szerződést egy második évadra. A sorozatot túlnyomórészt Írországban forgatták.

## A cselekmény
Az első évadban betekintést nyerhetünk VIII. Henrik magánéletének rejtelmeibe, s abba, hogyan próbál meg nemzetközi viszonylatban helytállni, miközben a királyságon belül elégedetlenkedők is akadnak. Emellett sikertelenül próbálkozik fiúörökös nemzésével, ami miatt egyre inkább elhidegül feleségétől, Aragóniai Katalintól, s közeledik Boleyn Anna felé. A király szerelmi életét egyes nagyurak, mint Norfolk, Wolsey kancellár, és Thomas Boleyn saját előremenetelük érdekében alakítják, miközben egymással szemben is intrikákat szőnek. Anglia, látván a pápai udvar vonakodását az első házasság érvénytelenségének kapcsán, elszakad az anyaszentegyháztól.
A második évadban Henrik szakít a római katolikus egyházzal, s kimondja, hogy Angliában ő az egyház feje, miután a pápa nem mondja ki a válását. Miután Anna sem képes fiúörököst szülni, csak egy leányt, Erzsébetet, Henrik kivégezteti, s Jane Seymourt veszi el. Az intrikák és cselszövések ezúttal is áthatják az udvart, s ennek köszönhető a Boleynek bukása és a Seymour család felemelkedése.
A harmadik évad folyamán a bonyodalmak még jobban elmélyülnek: a király új hitvese Jane Seymour lesz, majd annak halála után Kleve-i Anna, miközben Lord Thomas Cromwell pozíciói és tekintélye meggyengül, részben egy északi lázadás, részben protestáns hitére visszavezethető taktikázása miatt. Henrik végül a fiatal és szabadszellemű Boleyn-rokonnal, Katherine Howarddal kezd viszonyt, s végül össze is házasodnak.
A negyedik évadban Henrik már mint öreg és beteges király jelenik meg, akit olyan gondok aggasztanak, mint hatodik házassága Katherine Parr-ral, egy új hadjárat viselése a franciák ellen, illetve a trónutódlás problémája.

## Történelmi hűség
Bár a sorozat nagyrészt megfelel a valóságnak, mégis vannak benne elemek, amelyeket a cselekmény rugalmassága miatt mindenképpen át kellett alakítani, hiszen elsősorban szórakoztató televíziós sorozatnak készült, nem dokumentumfilmnek.
- A legnagyobb feltűnést minden bizonnyal a kronológiától való eltérés okozza, amely több helyen is előbukkan. A cselekmény érdekében ugyanis a történések gyors egymásutánban következnek, noha a valóságban nem egészen így volt. Az események történésekor VIII. Henrik már javában a harmincas éveinek közepében kellene, hogy járjon, s egy évtizeddel idősebbnek is kellene lennie, mint Boleyn Anna. A sorozatban azonban jóval fiatalabb, és ők ketten korban is közelebb állnak egymáshoz. Eközben Aragóniai Katalin is mindössze hat évvel idősebb nála a valóságban.
- Wolsey bíboros a valóságban Londonba tartó útján halt meg, nem pedig öngyilkosságot követett el, mint a filmben (igaz, a valóságban is büntetőeljárást kezdeményeztek ellene); ráadásul ez három évvel Henrik húgának halála előtt történt, a kettejük halálát tehát időrendileg felcserélték.
- Boleyn Anna koronázási menete során sem volt merényletkísérlet, ezt feltehetően azért illesztették bele a történetbe, hogy bemutassák, mennyire nem szerette a nép az új királynét.
- Henrik húgát, Margitot valójában két nőből rakták össze a sorozat készítői. Élettörténete körülbelül Henrik másik lánytestvérének, Máriának az életét fedi le, azonban hogy ne lehessen összetéveszteni Henrik lányával, így a nevét is felcserélték. Mária hercegnőt igazából XII. Lajos francia királyhoz adták feleségül, ám a frigy nem tartott tovább három hónapnál, az idős és beteg király halála miatt. A nő később Charles Brandon felesége lett. A sorozatban Mária helyett Margit szerepelt, aki egy kitalált portugál királyhoz ment feleségül (aki lehetett akár I. Mánuel is), de az öreg királlyal a házasság csak három napig tartott, mert Margit megölte őt. A valóságban Mária, miután hozzáment Charles Brandonhoz, boldogan éltek együtt s három gyermekük is született. Utódaikról, akik a történelem során még fontos szerephez jutottak, a sorozatban egyáltalán nem esik szó. Az igazi Tudor Margit IV. Jakab skót király felesége volt, egyben Stuart Mária nagyanyja.
- Henriket a sorozat során végig mint Írország királyát mutatják be. Valójában az Írország lordja címet használta a Rómával való szakításáig.
- A király balkézről született fia, Henry Fitzroy nem halt meg kisgyermekkorában. Erre később került sor, de egészen biztosan láthatta Boleyn Anna kivégzését.
- V. Károly spanyol király a sorozatban spanyolos akcentussal beszél. Valójában azonban flamand születése és francia nevelése miatt valószínűleg soha nem is tudott spanyolul.
- Chapuys nagykövet az eredeti változatban spanyol akcentussal beszél. A valóságban inkább francia akcentussal kellene beszélnie, lévén savoyai születésű.
- Az eretnek Simon Fish-t a sorozatban Morus Tamás égetteti meg máglyán. A valóságban erre nem került sor, mert Fish meghalt bubópestisben.
- Salisbury grófnőjét és fiát, Lord Montagut Kleve-i Anna érkezése előtt végeztetik ki a sorozatban. A valóságban erre Katherine Howard királynősége idején került sor.
- Mária és Erzsébet hercegnők VIII. Henrik életében nem kapták vissza hercegnői rangjukat, csakis a Lady titulust viselhették. Címüket majd csak akkor kezdhették el újra használni, amikor Henrik halála után jogos örökségükként kezdték el kezelni az angol trónt.
- Kleve-i Annát pozitív és népszerű szerepkőként ábrázolják, aki Katherine Howard ellensúlyává is válik a negyedik évadra, bizonyos értelemben. A valóságban sokkal semlegesebb és háttérbe húzódóbb karakter volt.
- Katherine Howard-ot a sorozatban, mint Norfolk hercegének távoli rokonát mutatják be, aki ráadásul törvénytelen származású. A valóságban az unokahúga volt, ahogy Boleyn Anna is, és mindkét nő házasságát Norfolk intézte. Házasságuk idején a valóságban Henrik már 49 éves volt és ekkorra alaposan elhízott, miközben a sorozatban korban és küllemben is közelebbinek tűnnek.
- Mária hercegnő a sorozatban ellenséges lesz Katherine Parr-ral szemben, amikor rájön, hogy a hatodik királyné protestáns nézeteket vall. A valóságban ez a harag Henrik halála után gyúlt benne, amikor az özvegy királyné villámgyorsan hozzáment Thomas Seymour-hoz.
- Thomas Cranmer érsek a 2. évad után nem kap nagyobb szerepet a sorozatban, noha a valóságban igen fontos ügyeket, például Katherine Howard kihallgatását is ő végezte.

## Szereplők
| Szerep                                 | Színész              | Magyar hang           | Évad                 |
| A király                               | A király             | A király              | A király             |
| -------------------------------------- | -------------------- | --------------------- | -------------------- |
| VIII. Henrik                           | Jonathan Rhys Meyers | Kolovratnik Krisztián | 1–4                  |
| A királynék                            |                      |                       |                      |
| Aragóniai Katalin                      | Maria Doyle Kennedy  | Frajt Edit            | 1–2, 4 (álomjelenet) |
| Boleyn Anna                            | Natalie Dormer       | Pikali Gerda          | 1–2, 4 (álomjelenet) |
| Jane Seymour                           | Anita Briem          | Gubás Gabi            | 2                    |
| Jane Seymour                           | Annabelle Wallis     | Gubás Gabi            | 3, 4 (álomjelenet)   |
| Klevei Anna                            | Joss Stone           | Fekete Linda          | 3–4                  |
| Katherine Howard                       | Tamzin Merchant      | Bogdányi Titanilla    | 3–4                  |
| Katherine Parr                         | Joely Richardson     | Nagy-Kálózy Eszter    | 4                    |
| A király gyermekei                     |                      |                       |                      |
| Mária hercegnő                         |                      |                       |                      |
| Bláthnaid McKeown                      | Pekár Adrienn        | 1                     |                      |
| Sarah Bolger                           | Csifó Dorina         | 2–4                   |                      |
| Erzsébet hercegnő                      | Kate Duggan          |                       | 2                    |
| Erzsébet hercegnő                      | Claire MacCauley     |                       | 3                    |
| Erzsébet hercegnő                      | Laoise Murray        | Czető Zsanett         | 4                    |
| Edward herceg                          | Eoin Murtagh         | Bogdán Gergő          | 4                    |
| Edward herceg                          | Jake Hathaway        |                       | 4                    |
| Tudor Henrik richmondi herceg          | Zak Jenciragic       |                       | 1                    |
| A királyi udvar                        |                      |                       |                      |
| Charles Brandon                        | Henry Cavill         | Papp Dániel           | 1–4                  |
| Thomas Cromwell                        | James Frain          | Lux Ádám              | 1–3                  |
| Morus Tamás                            | Jeremy Northam       | Kautzky Armand        | 1–2                  |
| Thomas Wriothesley                     | Frank McCusker       | Beratin Gábor         | 3–4                  |
| Thomas Howard, Norfolk hercege         | Henry Czerny         | Vass Gábor            | 1                    |
| Lady Elizabeth „Bessy” Blount          | Ruta Gedmintas       |                       | 1                    |
| Thomas Tallis, udvari zenész           | Joe Van Moyland      | Gacsal Ádám           | 1                    |
| Edward Stafford, Buckingham 3. hercege | Steven Waddington    |                       | 1                    |
| Sir Anthony Knivert                    | Callum Blue          | Dolmány Attila        | 1                    |
| Thomas Wyatt                           | Jamie Thomas King    | Hujber Ferenc         | 1–2                  |
| Thomas Boleyn                          | Nick Dunning         | Dunai Tamás           | 1–2                  |
| Mary Boleyn                            | Perdita Weeks        |                       | 1-2                  |
| George Boleyn                          | Padraic Delaney      | Hevér Gábor           | 1–2                  |
| Jane Boleyn, Lady Rochford             | Joanne King          | Csampisz Ildikó       | 2–4                  |
| Lady Margaret 'Madge' Sheldon          | Laura Jane Laughlin  | Náray Erika           | 2                    |
| Mark Smeaton                           | David Alpay          | Dányi Krisztián       | 2                    |
| William Brereton                       | James Gilbert        |                       | 2                    |
| Edward Seymour                         | Max Brown            | Bozsó Péter           | 2–4                  |
| Lady Anne Stanhope                     | Emma Hamilton        | Sallai Nóra           | 3–4                  |
| Thomas Seymour                         | Andrew McNair        | Dévai Balázs          | 3–4                  |
| Sir Richard Rich                       | Rod Hallett          | Debreczeny Csaba      | 2–4                  |
| Sir Francis Bryan                      | Alan van Sprang      | Széles Tamás          | 3                    |
| Shrewsbury grófja                      | Gavin O’Connor       | Elek Ferenc           | 3                    |
| Henry Howard, Surrey grófja            | David O’Hara         | Csankó Zoltán         | 4                    |
| Joan Bulmer                            | Catherine Steadman   | Peller Mariann        | 4                    |
| Thomas Culpeper                        | Torrance Coombs      | Szatory Dávid         | 3–4                  |
| Francis Dereham                        | Allen Leech          | Előd Álmos            | 4                    |
| Hans Holbein, ifj.                     | Peter Gaynor         |                       | 1, 3-4               |
| Eustace Chapuys nagykövet              | Anthony Brophy       | Lippai László         | 1–4                  |
| Charles de Marillac francia nagykövet  | Lothaire Bluteau     | Schnell Ádám          | 4                    |
| Sir Henry Norris                       | Stephen Hogan        |                       | 2                    |
| Az egyház                              |                      |                       |                      |
| Thomas Wolsey bíboros                  | Sam Neill            | Végvári Tamás         | 1                    |
| Laurentio de Campeggio bíboros         | John Kavanagh        | Tolnai Miklós         | 1–2                  |
| John Fisher püspök                     | Bosco Hogan          | Láng József           | 1–2                  |
| VII. Kelemen pápa                      | Ian McElhinney       |                       | 1                    |
| Thomas Cranmer, canterbury érsek       | Hans Matheson        | Viczián Ottó          | 2                    |
| III. Pál pápa                          | Peter O’Toole        | Bács Ferenc           | 2                    |
| Otto Truchsess von Waldburg kardinális | Max von Sydow        | Szersén Gyula         | 3                    |
| Reginald Pole                          | Mark Hildreth        | Varga Gábor           | 3                    |
| Stephen Gardiner                       | Simon Ward           | Cs. Németh Lajos      | 3–4                  |
| További szereplők                      |                      |                       |                      |
| Tudor Margit skót királyné             | Gabrielle Anwar      | Kökényessy Ági        | 1                    |
| I. Ferenc francia király               | Emmanuel Leconte     | Miller Zoltán         | 1–2                  |
| V. Károly német-római császár          | Sebastian Armesto    |                       | 1                    |
| Catherine Brandon                      | Rebekah Wainwright   | Szávai Viktória       | 1–4                  |
| Margaret Pole, Salisbury grófnője      | Kate O’Toole         | Földi Teri            | 1, 3                 |
| Lady Bryan                             | Jane Brennan         | Kovács Nóra           | 2–4                  |
| Bajor Fülöp, Pfalz-Neuburg hercege     | Colin O’Donoghue     | Rajkai Zoltán         | 3                    |
| Vilmos, Jülich-Kleve-Berg hercege      | Paul Ronan           | Fekete Zoltán         | 3                    |
| Robert Aske                            | Gerard McSorley      | Forgács Gábor         | 3                    |
| Thomas Darcy                           | Colm Wilkinson       | Kőszegi Ákos          | 3–4                  |

## Epizódok
| Évad | Epizódok száma | Eredetileg sugárzott | Eredetileg sugárzott |
| Évad | Epizódok száma | Első sugárzás        | Utolsó sugárzás      |
| ---- | -------------- | -------------------- | -------------------- |
| 1.   | 10             | 2007. április 1.     | 2007. június 10.     |
| 2.   | 10             | 2008. március 30.    | 2008. június 1.      |
| 3.   | 8              | 2009. április 5.     | 2009. május 24.      |
| 4.   | 10             | 2010. április 11.    | 2010. június 20.     |

## Bakik
- A II. évad 1. részének 52. percében egy fémhordó látható. A fémhordókat csak a XX. században kezdték használni, korábban fémabronccsal rögzített fahordók voltak.[1]
- A klevei herceg udvarában történő látogatás során nem Kleve ekkor használatos címerét, hanem Poroszországét láthatjuk a falakon, amelyet csak pár évszázaddal később kezdtek el használni.
- Az első évad második részében Thomas Boleyn egy Harris-ölyvvel látható. A második évad legutolsó epizódjában Henrik trombitás hattyúkat néz a tavon. Csakhogy mindkét faj amerikai eredetű, így abban a korban, amikor a sorozat játszódik, nem is lehettek jelen.
- A negyedik évad hatodik részében, amikor Henrik és Katherine Parr kártyáznak, egy olyan virág látható, amelyet csak 1974-ben nemesítettek ki.

## Fordítás
- Ez a szócikk részben vagy egészben  a   The Tudors című angol Wikipédia-szócikk ezen változatának fordításán alapul.  Az eredeti cikk szerkesztőit annak laptörténete sorolja fel. Ez a jelzés csupán a megfogalmazás eredetét és a szerzői jogokat jelzi, nem szolgál a cikkben szereplő információk forrásmegjelöléseként.